# Goldfinger (roman)
Pour les articles homonymes, voir Goldfinger (homonymie).
Goldfinger [ɡəʊldˈfɪŋɡə] est le septième roman d'espionnage de l'écrivain britannique Ian Fleming mettant en scène le personnage de James Bond. Il est publié le 23 mars 1959 au Royaume-Uni. La traduction française paraît en 1960 sous le titre Opération Chloroforme avant de prendre définitivement le titre Goldfinger en 1964.
L'agent secret britannique James Bond est chargé d'enquêter sur les activités de l'homme le plus riche du Royaume-Uni, Auric Goldfinger. Ce dernier est soupçonné d'être un trafiquant d'or international par la Banque d'Angleterre ainsi que le trésorier du SMERSH, le contre-espionnage soviétique, par le MI6. Mais Bond découvre que Goldfinger a un nouveau projet bien plus ambitieux et dangereux.
Le roman rencontre un grand succès dès sa sortie et reçoit de bonnes critiques. Il est adapté au cinéma en 1964 sous le titre Goldfinger dans le cadre de la série de films de James Bond d'EON Productions, avec Sean Connery dans le rôle de 007. Le roman est aussi adapté en comic strip en 1960, en jeu d'aventure textuel en 1986 et en dramatique radio en 2010.

## Résumé
Concours de circonstances

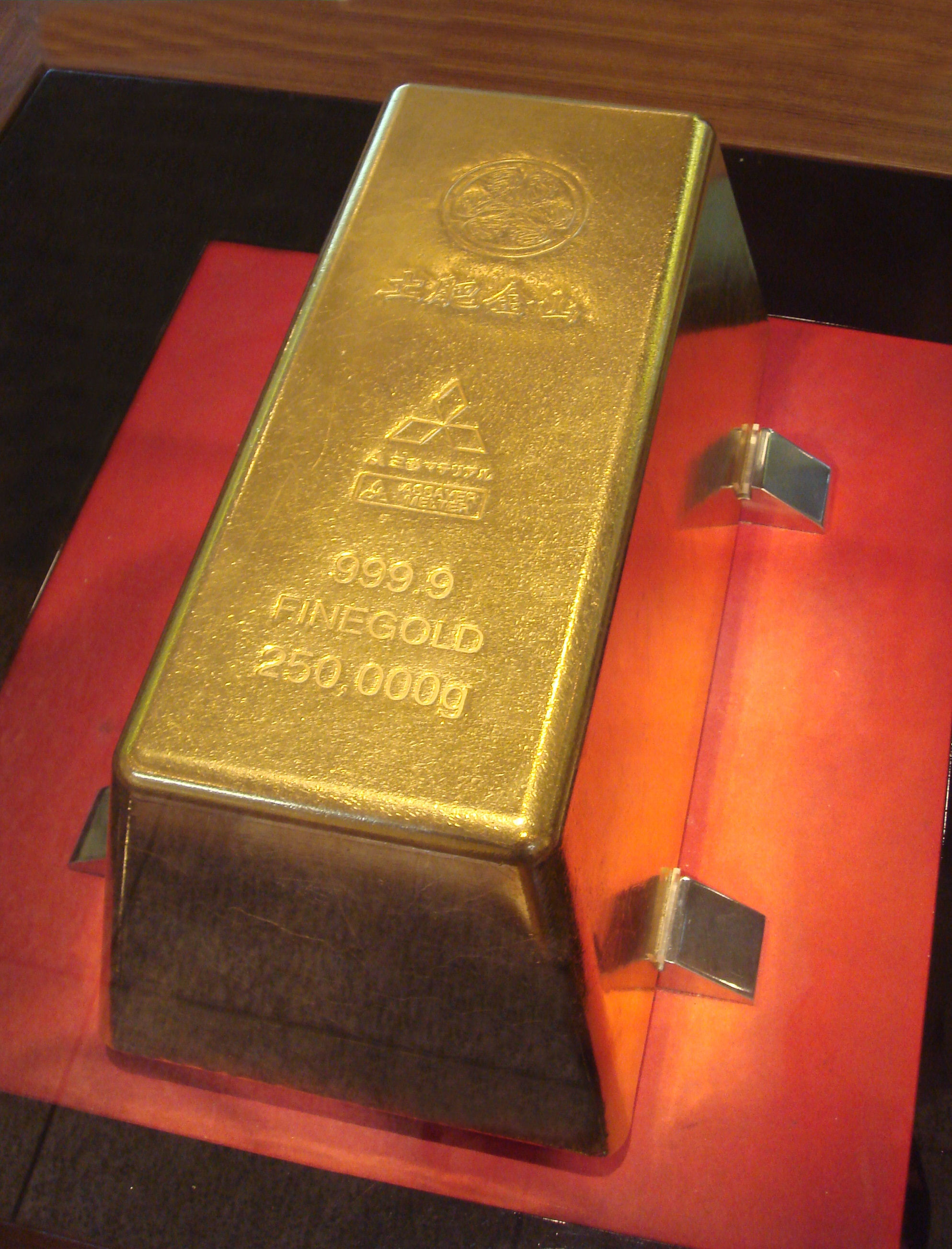
Lingot d'or.

De retour d'une mission au Mexique, l'agent secret britannique James Bond attend sa correspondance à l'aéroport de Miami lorsqu'il est abordé par Julius Du Pont, un riche homme d'affaires américain brièvement rencontré lors d'une précédente mission. Ayant perdu une grosse somme d'argent à la canasta, Du Pont demande à Bond de vérifier si son partenaire de jeu, un certain Auric Goldfinger, est un tricheur. L'agent 007 découvre rapidement que Goldfinger reçoit l'aide de sa secrétaire Jill Masterton qui observe les cartes de Du Pont à bonne distance. Il force Goldfinger à admettre la tricherie et à rembourser Du Pont, puis entame une liaison avec la jolie secrétaire.
Par pure coïncidence, de retour à Londres, Bond se voit confier par son supérieur, M, la mission d'enquêter sur les activités de Goldfinger. Ce dernier, qui s'avère être l'homme le plus riche du Royaume-Uni, est soupçonné d'être un trafiquant d'or international par le gouverneur de la Banque d'Angleterre, ainsi que le trésorier du SMERSH, le contre-espionnage soviétique, par les services secrets britanniques.
Coincidence
En Angleterre, Bond s'arrange pour revoir Goldfinger sur le parcours de golf du Royal St. Marks à Sandwich. Lors de leur partie de golf, Goldfinger triche de nouveau pour gagner mais Bond le découvre et le bat à son propre jeu. Goldfinger l'invite ensuite dans sa demeure de Reculver. Bond y est presque surpris en train de fouiller la maison et l'entrepôt adjacent. Il y fait la connaissance de Bon-à-tout, le domestique coréen quasiment muet de Goldfinger, qui lui fait une démonstration de sa force au karaté à titre d'avertissement.
Au volant de son Aston Martin DB Mark III, Bond prend en filature la Rolls-Royce Silver Ghost de Goldfinger à travers la France jusqu'à une usine de Coppet près de Genève en Suisse. Il découvre que le trafiquant fait passer clandestinement son or à travers les frontières en le fondant dans le blindage de sa voiture puis dans les sièges d'une compagnie aérienne indienne. Finalement, il revend l'or britannique en Inde en se faisant une belle plus-value. Bond stoppe une tentative d'assassinat de Goldfinger par une jeune femme rencontrée plus tôt sur la route. Il s'agit de Tilly Masterton qui veut venger la mort de sa sœur Jill, tuée par Goldfinger qui l'a recouvert de peinture d'or pour la punir de sa liaison avec Bond. Alors qu'ils tentent de s'échapper, Bond et Tilly sont capturés par Bon-à-tout.
« Monsieur Bond, les gens de Chicago ont un proverbe qui dit ceci : la première rencontre est un concours de circonstances, la deuxième une coïncidence, la troisième une déclaration de guerre. Il y eut d'abord Miami, ensuite Sandwich, et enfin Genève. Je crois qu'il est grand temps que je sache à quoi m'en tenir à votre sujet. »
— Auric Goldfinger
Déclaration de guerre

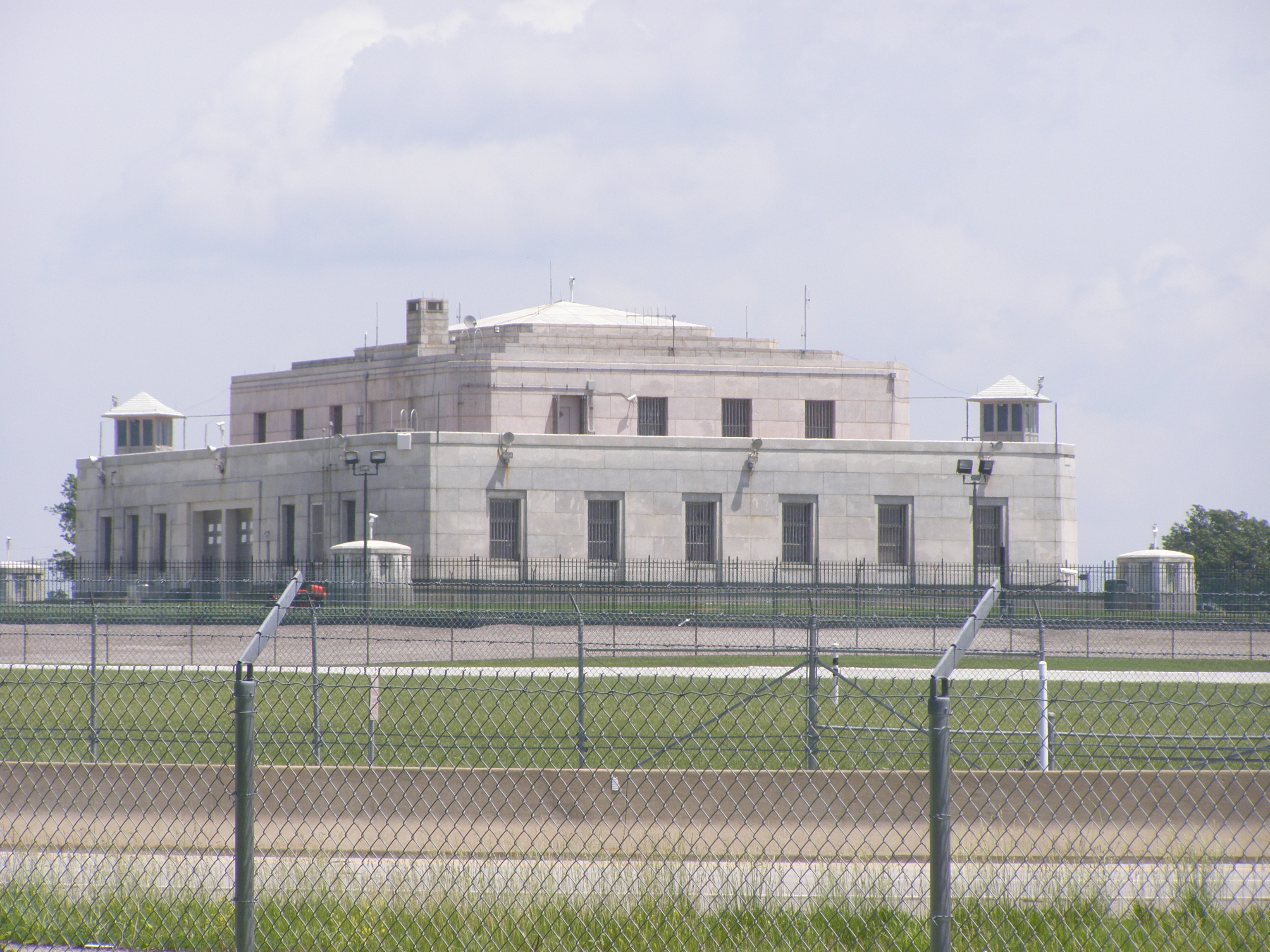
Fort Knox.

Comprenant que ses rencontres avec Bond ne sont pas fortuites, Goldfinger le fait torturer par Bon-à-tout. Pour échapper à la mort par une scie circulaire, l'agent secret propose au criminel de travailler pour lui, ce à quoi ce dernier finit par consentir. Bond et Tilly sont transportés jusqu'à un entrepôt de New York où ils sont mis au travail comme secrétaires. Goldfinger réunit les chefs des plus grandes organisations criminelles des États-Unis, dont la lesbienne Pussy Galore, pour leur présenter son plan : le vol de la réserve d'or des États-Unis à Fort Knox d'une valeur de 15 milliards de dollars. L'« opération Grand Slam » consiste à empoisonner l'eau potable de la base avec du sarin pour tuer les 60 000 militaires et civils vivant dans les environs, puis d'utiliser une bombe atomique pour percer le blindage de l'entrepôt. L'emploi des gangs permet à Goldfinger de cacher aux américains l'implication des soviétiques dans ce braquage. Désespéré, Bond expose l'opération sur un papier qu'il cache dans les toilettes du jet privé de Goldfinger avec une promesse de récompense pour celui qui amènera le message à Felix Leiter, son ami et ex-agent de la CIA.
Le jour J, l'opération Grand Slam semble se dérouler parfaitement au grand dam de Bond. Mais lorsqu'ils arrivent devant le bâtiment de Fort Knox, les soldats américains, avertis par Leiter grâce au message de Bond, se relèvent et cernent les bandits. Une bataille éclate lors de laquelle Tilly est tuée par Bon-à-tout. Goldfinger, son domestique et les chefs de gang parviennent à échapper au piège mis en place par l'armée.
Les autorités saisissent les biens et les usines de Goldfinger, mais celui-ci est toujours introuvable. Alors que Bond s'apprête à prendre un vol retour de la BOAC pour Londres, il est drogué et se réveille dans un avion, prisonnier de Goldfinger qui a détourné son vol. Pussy Galore, également présente, fait comprendre à l'agent qu'elle est de son côté. Bond parvient à casser un hublot, causant une dépressurisation qui aspire Bon-à-Tout hors de l'appareil, puis il tue Goldfinger en l'étranglant. Armé, il force le pilote à faire amerrir l'avion dans l'océan Atlantique Nord où ils sont secourus par l'équipage du navire météorologique Charlie. Pussy Galore révèle à Bond qu'elle cherche un vrai homme et il lui propose de lui montrer.

## Personnages
Le roman met en scène l'agent secret britannique James Bond du MI6 face à Auric Goldfinger, un riche industriel obsédé par l'or. Les James Bond girls sont Pussy Galore, la chef lesbienne d'un gang américain, et les sœurs Jill et Tilly Masterton, victimes de Goldfinger. Plusieurs personnages récurrents de la série littéraire sont présents : M, le directeur du MI6, et Felix Leiter, un ami de Bond et ancien agent de la CIA. Dans une moindre mesure, Julius Du Pont, personnage très secondaire de Casino Royale, refait une apparition.

### Principaux
- James Bond (007) : agent secret britannique du MI6 chargé d'enquêter sur les activités suspectes de Goldfinger.
- Auric Goldfinger : riche industriel soupçonné d'être un trafiquant d'or international et le trésorier du SMERSH, le service de contre-espionnage soviétique.
- Pussy Galore : chef lesbienne des Cement Mixers, un gang de Harlem composé uniquement de femmes.
- Bon-à-tout / Oddjob : domestique coréen quasiment muet de Goldfinger, expert en karaté et possesseur d'un chapeau melon mortel.
- M : directeur du MI6, les services secrets britanniques.
- Jill Masterton : secrétaire de Goldfinger, tuée par ce dernier pour sa trahison.
- Tilly Masterton : jeune femme cherchant à venger la mort de sa sœur Jill.
- Felix Leiter : ami de James Bond, ex-agent secret de la CIA maintenant détective pour l'agence Pinkerton.

### Secondaires
- Julius Du Pont : riche homme d'affaires américain ayant déjà rencontré Bond[2].
- Colonel Smithers : gouverneur de la Banque d'Angleterre.
- Alfred Blacking : joueur professionnel du golf Royal St. Marks.
- Hawker : caddie au golf Royal St. Marks.
- Jed Midnight : chef du Shadow Syndicate de Miami et La Havane.
- Billy Ring : chef du Chicago Machine de Chicago.
- Helmut Springer : chef du Purple Gang de Detroit.
- M. Solo : chef de l'Unione Siciliano de Sicile.
- Jack Strap : chef du Spangled Mob de Las Vegas.
- Agent du MI6 à Genève.

## Lieux
Le roman se déroule en partie aux États-Unis (11 chapitres), plus précisément à Miami, à New York et à Fort Knox. Il a également lieu au Royaume-Uni (7 chapitres), d'abord à Londres puis dans le sud-ouest de l'Angleterre, autour de Sandwich dans le comté du Kent. L'action se déplace aussi à travers la France (2 chapitres) jusqu'en Suisse à Coppet (2 chapitres). Le dernier chapitre a lieu en plein vol au-dessus de l'océan Atlantique nord.
C'est la troisième fois que James Bond se rend aux États-Unis, après Vivre et laisser mourir et Les diamants sont éternels, ainsi qu'en France, après Casino Royale et Bons Baisers de Russie.
| Londres Sandwich Coppet Miami New York Fort Knox Weathership Charlie |

### États-Unis
Rentrant d'une mission à Mexico au Mexique, James Bond attend sa correspondance à l'aéroport international de Miami aux États-Unis. Il loge à l'hôtel-restaurant Bill's on the Beach — inspiré du réel restaurant Joe's Stone Crab (en) de Miami Beach.
Arrivé aux États-Unis par l'aéroport Idlewild, James Bond est retenu en otage par Goldfinger quelque part dans New York dans un repaire avec vue sur l'Hudson et Jersey City. Après avoir repéré en avion les alentours de Fort Knox, Bond, Goldfinger et ses hommes atterrissent à l'aéroport LaGuardia et rejoignent leur repaire dans le nord de l'arrondissement de Manhattan en prenant le pont Triborough. Ils prennent le train à la gare Pennsylvania Station. Ils passent par Louisville dans le Kentucky, puis arrivent à Fort Knox où ils prennent d'assaut le Bullion Depository, la réserve d'or.
James Bond prend un avion pour Londres à l'aéroport Idlewild. Son vol détourné, il en reprend le contrôle et atterrit dans l'océan Atlantique nord près du navire météorologique (Weathership) Charlie.

### Royaume-Uni
À Londres, James Bond est briefé sur sa mission au siège du MI6 donnant sur Regent's Park, puis au siège de la Banque d'Angleterre. Il rejoint Sandwich situé dans le comté du Kent, dans le sud-est de l'Angleterre, au bord de la Manche. Il passe par Rochester, Chatham, Faversham, Whitstable, Herne Bay et Ramsgate. Il joue au golf contre Goldfinger sur le parcours du Royal St. Marks — en réalité le Royal St George's Golf Club. Il le retrouve ensuite dans son domaine, The Grange, situé dans le village côtier de Reculver. Il suit Goldfinger jusqu'à l'aéroport Ferryfield de Lydd.

### France
James Bond suit Goldfinger à travers la France. Au Touquet, il prend la RN1 vers le sud, passe par Abbeville, et tourne à l'ouest sur la RN30 vers Rouen. Là, il continue sa route vers le sud à travers Évreux, Dreux et Chartres avant de s'arrêter à Orléans où il passe la nuit à l'Hôtel de la Gare. Le lendemain, il remonte la Loire vers l'est et rattrape la RN7 qui descend dans le Sud. Il passe par Nevers et Moulins où il tourne à l'ouest sur la RN73 puis la RN79 jusqu'à Mâcon. À Saint-Laurent-sur-Saône, il embarque avec lui Tilly Masterton. Ils passent par Bourg-en-Bresse et Pont-d'Ain puis prennent la RN84 jusqu'à Genève en Suisse.

### Suisse
En Suisse, James Bond longe la rive nord du lac Léman de Genève à Coppet, où Goldfinger possède son usine. Bond prend une chambre à l'hôtel Bergues de Genève.

## Écriture
Ian Fleming écrit le roman les deux premiers mois de l'année 1958 sous le titre provisoire The Richest Man in the World (« L'Homme le plus riche du monde »).

### Les deux Goldfinger
Pour le personnage d'Auric Goldfinger, Ian Fleming s'inspire du nom et du caractère d'un de ses voisins de Hampstead, l'architecte hongrois Ernő Goldfinger. L'auteur déteste son style moderne qu'il considère défigurer Londres et donc en fait le méchant de son histoire. Ernő et Auric ont également pour point commun d'être des immigrés communistes d'Europe de l'Est. Lors de la sortie du roman en 1959, Goldfinger intente une action juridique mais Fleming menace de renommer le personnage Goldprick (« connard en or ») sur une suggestion du critique Cyril Connolly. L'éditeur règle le conflit en remboursant les frais d'avocat de l'architecte, en lui offrant six livres dédicacés, et en lui promettant de rajouter dans les futures éditions une note expliquant que tous les personnages sont purement fictifs,.
Une autre source d'inspiration pour Goldfinger est le riche homme d'affaires américain Charles W. Engelhard Jr. (en) qui était à la tête d'une compagnie minière cherchant notamment de l'or,.

### Recouverte d'or
Dans le roman puis dans le film qui en a été tiré, Goldfinger fait entièrement recouvrir de peinture d'or le corps de Jill Masterton, ce qui lui obstrue les pores de la peau qui ne peut plus « respirer » et entraîne sa mort. Mais cette « suffocation de la peau », bien que solidement ancrée dans les esprits, n'a aucune réalité scientifique. La respiration cutanée est insignifiante chez l'être humain dont la respiration se fait par le nez et la bouche. Toutefois, avoir le corps recouvert entièrement de peinture n'est pas sans dangers : différentes toxines ou bactéries présentes dans la peinture peuvent pénétrer dans l'organisme et la régulation de la température corporelle peut être affectée,.

## Publication et réception

### Publication
Goldfinger est publié le 23 mars 1959 au Royaume-Uni par l'éditeur Jonathan Cape. La couverture de cette première édition, dessinée par Richard Chopping (en), représente un crâne avec deux pièces d'or dans les orbites et une rose dans la mâchoire,. Ian Fleming dédicace Goldfinger à son ami le romancier et poète sud-africain William Plomer qui lui a présenté Jonathan Cape, le prestigieux éditeur de Thomas Edward Lawrence et d'Ernest Hemingway qui publiera ses romans. Le roman rencontre immédiatement le succès et devient un best-seller. Il est publié la même année aux États-Unis par Macmillan Publishers.
En France, la traduction de Jerry Hall est publiée en 1960 chez Presses Internationales sous le titre Opération Chloroforme. Une nouvelle traduction de Jean-François Crochet paraît en 1964 chez Plon sous le titre original anglais Goldfinger. C'est cette version qui est rééditée depuis.
- (en) Goldfinger, Londres, Jonathan Cape, 1959, 318 p.
- Opération Chloroforme  (trad. Jerry Hall), Paris, Presses Internationales, coll. « Inter-espions » (no 4), 1960, 130 p. (BNF 32957375)
- Goldfinger  (trad. Jean-François Crochet), Paris, Plon, 1964, 315 p. (BNF 41646251)

### Réception critique
En plus de son succès public, Goldfinger reçoit de bonnes critiques. Même l'anti-James Bond Anthony Boucher du New York Times trouve l'histoire « très divertissante ». En 1984, l'écrivain et linguiste Anthony Burgess retient Goldfinger dans son livre Ninety-Nine Novels: The Best in English since 1939 (en) (99 Romans: Le meilleur en anglais depuis 1939).

## Adaptations

### Bande dessinée
Le roman est adapté en bande dessinée en 1960. L'auteur Henry Gammidge (en) et le dessinateur John McLusky (en) créent un comic strip quotidien publié du 3 octobre 1960 au 1er avril 1961 dans le tabloïd britannique Daily Express. La maison d'édition Titan Books (en) réédite le comic strip au Royaume-Uni le 26 novembre 2004 dans l'album anthologique Goldfinger regroupant également les aventures Risico, Bons baisers de Paris, Top secret et Opération Tonnerre.

### Cinéma
Le roman est adapté au cinéma en 1964 par EON Productions. Le film Goldfinger est le troisième opus de la série de films de James Bond d'EON. Réalisé par Guy Hamilton, il met en scène Sean Connery dans le rôle de 007, aux côtés de Gert Fröbe en Goldfinger et Honor Blackman en Pussy Galore. Si la trame principale du roman est conservée dans le film, plusieurs éléments sont modifiés dont le plus important est que Goldfinger, qui ne travaille plus pour les Soviétiques mais pour les Chinois, a pour plan non pas de voler l'or de Fort Knox mais de l'irradier avec la bombe atomique afin d'augmenter la valeur de sa propre réserve d'or.

### Radio
Le roman est adapté en un dramatique radio diffusé le 3 avril 2010 sur la radio britannique BBC Radio 4. C'est la deuxième dramatisation d'une aventure de James Bond par le duo de réalisateur et de producteur Martin Jarvis et Rosalind Ayres, après le succès de celle de Docteur No en 2008. Le programme écrit par Archie Scottney met notamment en scène Toby Stephens — le méchant de Meurs un autre jour — dans le rôle de James Bond, aux côtés de Ian McKellen dans celui de Goldfinger et Rosamund Pike — une James Bond girl de Meurs un autre jour — dans celui de Pussy Galore,.

### Jeu vidéo
Le roman est adapté en un jeu vidéo d'aventure textuel pour ordinateur en 1986. James Bond 007: Goldfinger (lld) est développé par Raymond Benson et Angelsoft et édité par Mindscape.